# Guilde des romanistes

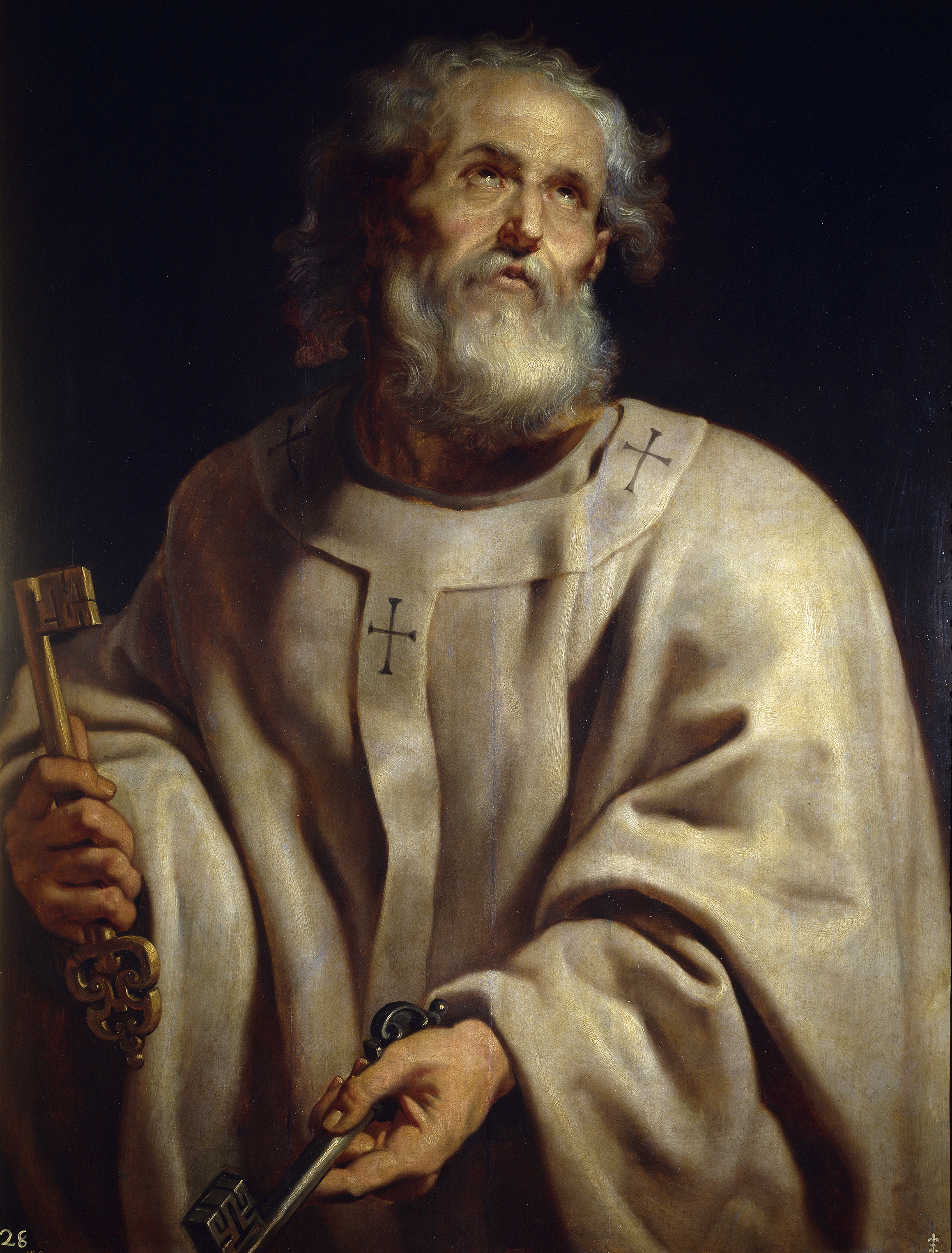
Saint Pierre, de Pierre Paul Rubens.

La Guilde des romanistes ou Confrérie van romanisten est une société active à Anvers du XVIe au XVIIIe siècle constituée notamment de peintres de cette ville qui ont visité Rome, et sont donc appelés romanistes.

## Histoire
La Guilde fut établie en 1572 à la cathédrale Notre-Dame d'Anvers sous les saints patronages de saint Paul et saint Pierre et fut ainsi connue comme la Broederschap van de HH. Petrus en Paulus (« Confrérie des saints Pierre et Paul »).
Pour faire partie de la guilde, il fallait impérativement avoir visité Rome, afin de perpétuer la tradition des romanistes, initiée dans cette région par Mabuse. La liste des membres incluait des chanoines, de riches marchands, de nobles locaux, des conseillers municipaux et des artistes. La société était très exclusive, le nombre total de membres jamais atteint ayant été de vingt-cinq.
Du fait de la diversité de profil des membres, la guilde offrait aux artistes une bonne occasion de rencontrer de potentiels mécènes. Ceci fut plus tard facilité par l'institution d'un dîner gastronomique annuel — le « (h)eerlyck maeltyt » —, avec d'excellents vins et des mets copieux. Le dîner avait lieu dans différents lieux. Les membres aidaient les artistes à mettre en valeur leur profil et augmenter leur prestige dans la société artistique ou en général. Les membres n'étant pas des artistes comptaient de leur côté sur la confrérie pour consolider leur standing social.
Après 1680, la guilde commença à décliner. Elle déménagea en 1681 pour des raisons financières et resta en sommeil pendant quelques décennies. Il y eut un renouveau en 1716, quand les reliques authentifiées des saints Pierre et Paul furent translatées à la cathédrale par un cardinal romain. La confrérie fut finalement abolie sous l'empereur Joseph II de Habsbourg.

## Organisation
Des doyens étaient invités annuellement. C'était « quand les « pèlerins d'art » se rencontraient pour se tenir au courant des nouvelles de Rome, qu'il s'agît de nouveaux peintres ou de nouveaux tableaux, ou d'antiquités récemment découvertes. » Il semblerait que les adhérents de la confrérie eurent écarté des membres de la guilde de Saint-Luc depuis que Pierre Paul Rubens en fût seulement fait doyen « honoraire ».
La condition d'avoir visité Rome pour devenir membre semble avoir été imposée de manière très stricte, à tel point que les historiens de l'art considère l'adhésion à cette guilde comme la preuve que l'artiste a visité Rome au cas où il n'y en a pas d'autres — ce fut le cas de Jan Fyt, par exemple.

## Membres notables
- Marten de Vos, fondateur
- Jan Brueghel l'Ancien, 1599[5]
- Wenceslas Cobergher, 1605
- Otto van Veen, Doyen en 1606[6]
- Abraham Janssens, 1601 ou 1610
- Hendrick van Balen, Doyen en 1613[5]
- Pierre Paul Rubens, 1609, Doyen en 1613-1614[5]
- Frans Snyders, 1619, Doyen 1629[7]
- Jan Fyt, 1650, Doyen 1652[6]
- Abraham Godyn, depuis 1716, Doyen en 1723[8]